# Manteigas
Manteigas ist eine Kleinstadt (Vila) und ein Kreis (Concelho) in der Serra da Estrela in der portugiesischen Region Centro.

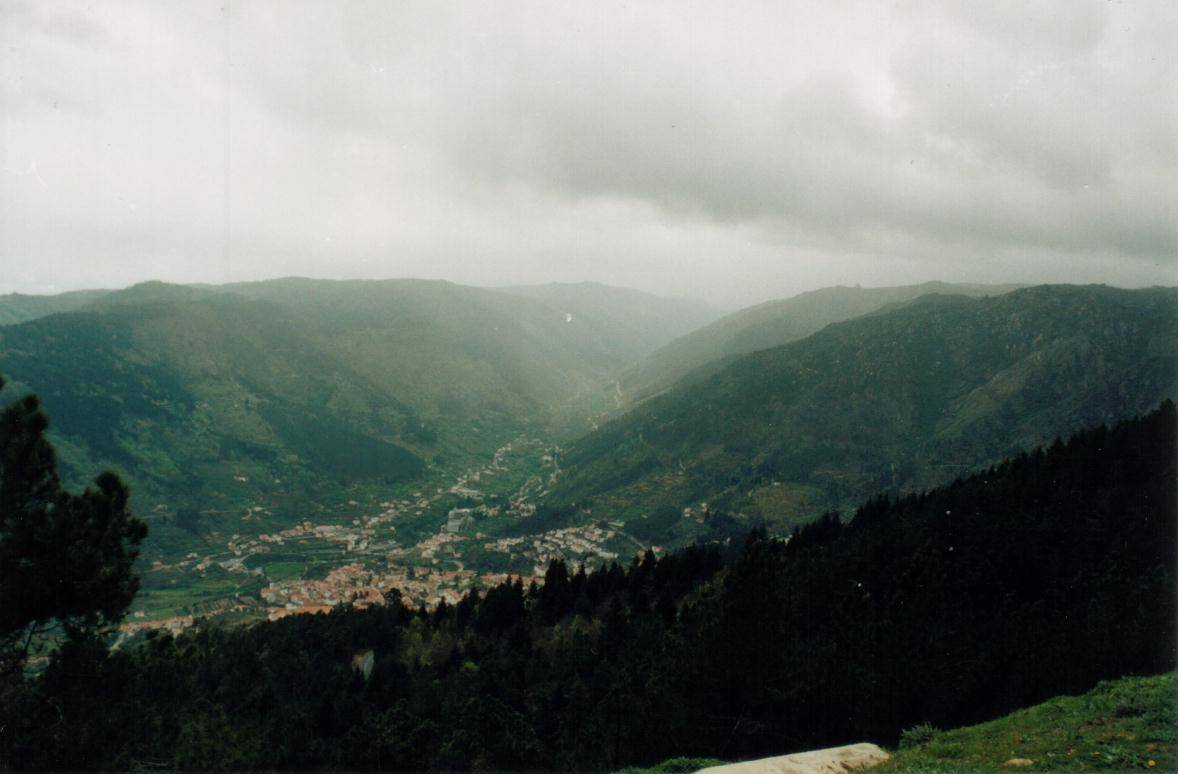
Manteigas, im Tal des Rio Zêzere

## Geschichte
Das portugiesische Wort Manteiga bedeutet Butter und ist eins der wenigen Wörter aus der Zeit vor der römischen Herrschaft in Portugal, die sich aus der Sprache der Urbevölkerung des heutigen Portugals (Lusitaner, Konii, Iberer) bis in das moderne Portugiesische erhalten haben. Die Gegend um Manteigas ist berühmt für ihre Milchprodukte, z. B. für den Queijo da Serra da Estrela, der als der beste Käse Portugals gilt, und für seine Thermalquellen, Caldas de Manteigas.
Manteigas bekam das Stadtrecht (Portugiesisch: Foral) im Jahre 1188 durch König Dom Sancho I., welches durch König Dom Manuel I. 1514 erneuert wurde.

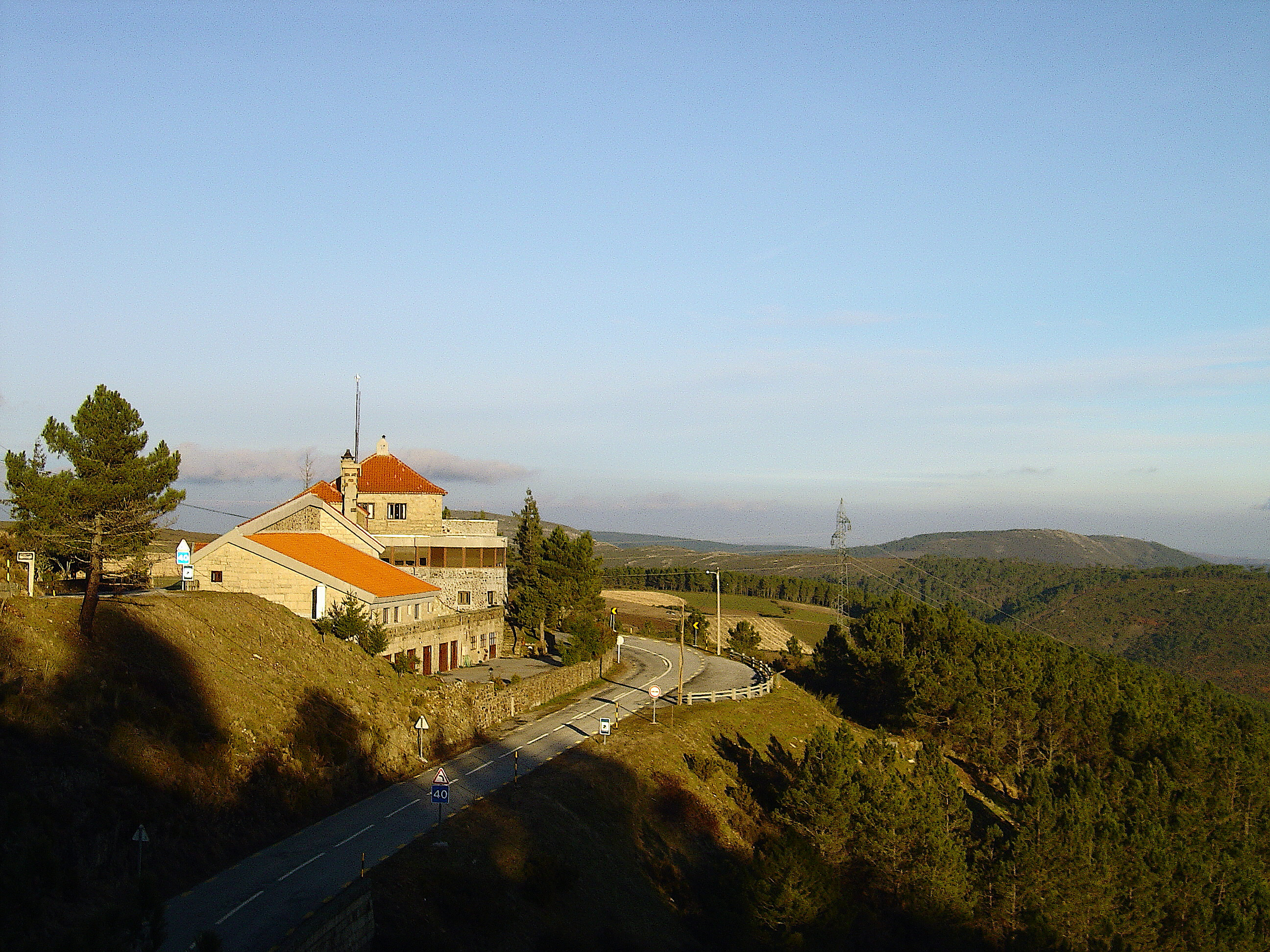
Die Pousada de São Lourenço, Manteigas

## Verwaltung

### Kreis
Manteigas ist Sitz eines gleichnamigen Kreises (Concelho) im Distrikt Guarda. Die Nachbarkreise sind (im Uhrzeigersinn im Norden beginnend): Gouveia, Guarda, Covilhã sowie Seia.
Die folgenden Gemeinden (Freguesias) liegen im Kreis Manteigas:

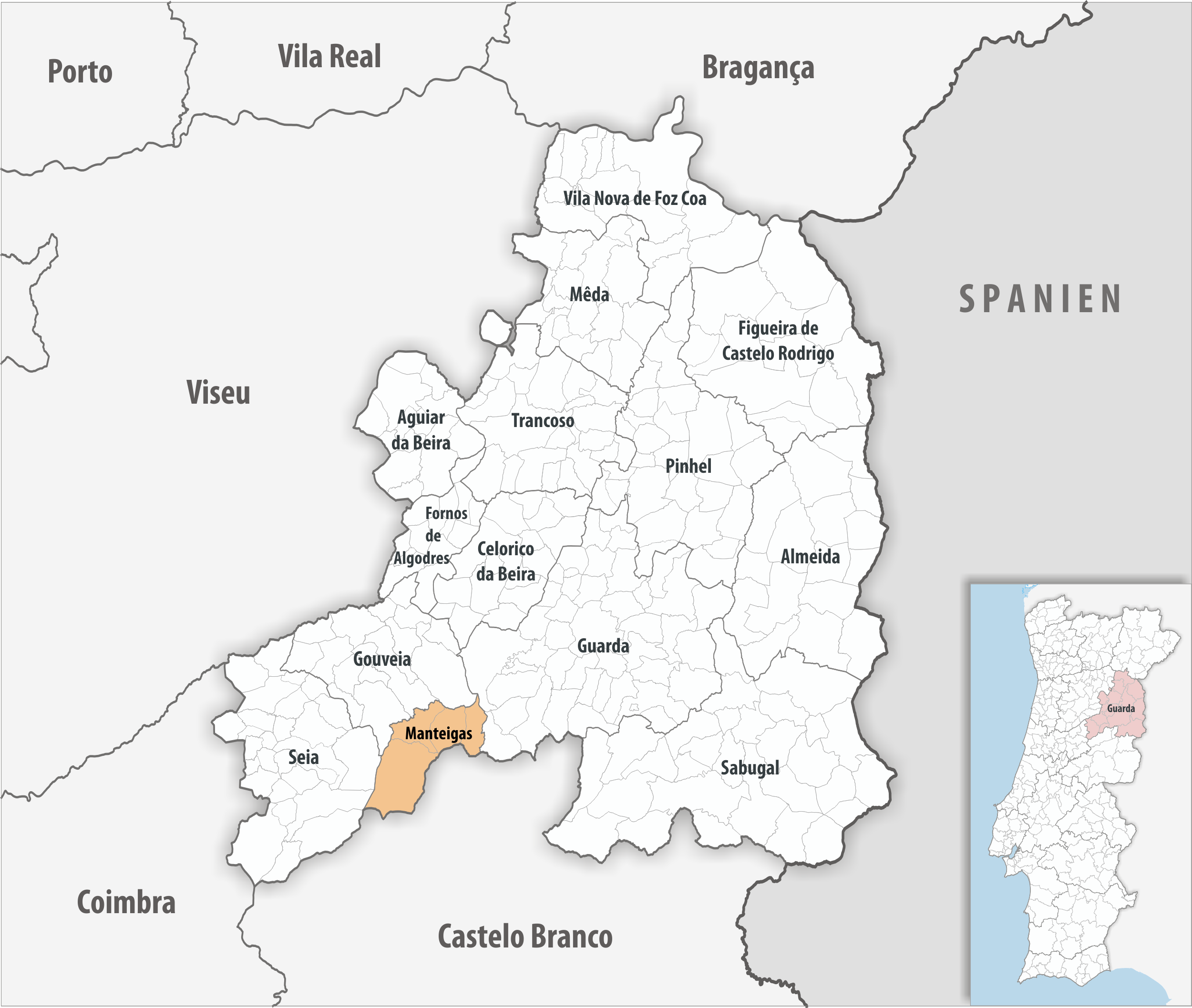
Kreis Manteigas

| Gemeinde         | Einwohner (2021) | Fläche km² | Dichte Einw./km² | LAU- Code |
| ---------------- | ---------------- | ---------- | ---------------- | --------- |
| São Pedro        | 1.174            | 60,88      | 19               | 090803    |
| Sameiro          | 274              | 22,03      | 12               | 090801    |
| Santa Maria      | 1.253            | 22,30      | 56               | 090802    |
| Vale de Amoreira | 208              | 16,76      | 12               | 090804    |
| Kreis Manteigas  | 2.909            | 121,97     | 24               | 0908      |

### Bevölkerungsentwicklung
| Einwohnerzahl im Kreis Manteigas (1801–2011) | Einwohnerzahl im Kreis Manteigas (1801–2011) | Einwohnerzahl im Kreis Manteigas (1801–2011) | Einwohnerzahl im Kreis Manteigas (1801–2011) | Einwohnerzahl im Kreis Manteigas (1801–2011) | Einwohnerzahl im Kreis Manteigas (1801–2011) | Einwohnerzahl im Kreis Manteigas (1801–2011) | Einwohnerzahl im Kreis Manteigas (1801–2011) | Einwohnerzahl im Kreis Manteigas (1801–2011) | Einwohnerzahl im Kreis Manteigas (1801–2011) | Einwohnerzahl im Kreis Manteigas (1801–2011) |
| -------------------------------------------- | -------------------------------------------- | -------------------------------------------- | -------------------------------------------- | -------------------------------------------- | -------------------------------------------- | -------------------------------------------- | -------------------------------------------- | -------------------------------------------- | -------------------------------------------- | -------------------------------------------- |
| 1801                                         | 1849                                         | 1900                                         | 1930                                         | 1960                                         | 1981                                         | 1991                                         | 2001                                         | 2004                                         | 2008                                         | 2011                                         |
| 2000                                         | 2632                                         | 4134                                         | 4080                                         | 5276                                         | 4493                                         | 4192                                         | 3833                                         | 3900                                         | 4002                                         | 3430                                         |

### Kommunaler Feiertag
- 4. März

### Städtepartnerschaften
- Frankreich: Morlaàs (seit 1989)
- Brasilien: Santa Cruz Cabrália (seit 1999)[3]

## Söhne und Töchter der Stadt
- Manuel Duarte Leitão (1787–1856), Richter und liberaler Politiker
- Albino Mamede Cleto (1935–2012), Bischof von Coimbra
- Diamantino Prata de Carvalho (* 1940), emeritierter Bischof von Campanha in Brasilien
- Adelino Carlos Morais Nunes (* 1960), Fußballspieler
- Manuel A. Domingos (* 1977), Journalist, Schriftsteller und Übersetzer